# Chromonephthea aldersladei
Chromonephthea aldersladei är en korallart som beskrevs av van Ofwegen 2005. Chromonephthea aldersladei ingår i släktet Chromonephthea och familjen Nephtheidae. Inga underarter finns listade i Catalogue of Life.